# Тополниця (Благоєвградська область)
Топо́лниця (болг. Тополница) — село в Благоєвградській області Болгарії. Входить до складу общини Петрич.

## Населення
За даними перепису населення 2011 року у селі проживали 760 осіб, з них 685 осіб (99,9%) — болгари.
Розподіл населення за віком у 2011 році:
Динаміка населення: